# ناوشکن کلاس تاکاتسوکی
دیسترویر کلاس تاکاتسوکی (به انگلیسی: Takatsuki-class destroyer) یک کلاس از کشتی است که طول آن ۱۳۶٫۰ متر (۴۴۶ فوت ۲ اینچ) می‌باشد.